# Мілій
Мі́лій (Міліо́н, грец. Μίλ(λ)ιον — мильовий камінь, тур. Milyon taşı) — давня споруда, що розташувалася в центрі Константинополя, столиці Візантійської імперії. Являла собою мармурову колону, що стояла в центрі квадратної будівлі з пірамідальним дахом (тетрапілона). Виконана з мармуру колона здійснювала ту ж функцію, що й Золотий міліарій у Римі: від неї розраховували протяжність усіх доріг імперії. Сама будівля спершу була прикрашена численними скульптурами й картинами. Побудований у IV столітті із заснуванням міста, Мілій проіснував аж до початку XVI століття, доки його не знесли турки-османи, що захопили Константинополь. У 1960-х роках, у ході розкопок неподалік від собору Святої Софії були виявлені залишки однієї з несучих конструкцій тетрапілона. Нині цей фрагмент виставлено в північному дворі собору в стамбульському районі Фатіх, неподалік від Великої цистерни.

## Історія й опис
Коли імператор Костянтин Великий перебудовував місто Візантій, аби заснувати на його місці нову столицю Римської імперії («Новий Рим»), він запозичив багато чого з міського устрою «Старого Рима». Тому в центрі міста була зведена споруда, що одержала назву Мілій (чи Міліон), яка за призначенням була ідентичною римському Золотому міліарію: у його центрі стояла колона, від якої вираховували протяжність усіх доріг імперії.
Однак константинопольський мильовий камінь був влаштований куди складніше, ніж його римський відповідник. Він являв собою тетрапілон (подвійна тріумфальна арка) з пірамідальним дахом, що стояв на чотирьох арках. У його центрі здіймалася мармурова колона (власне Мілій), на якій були викарбувані відстані до основних міст імперії. Під дахом поруч із колоною містилися обернені на схід статуї імператора Константина та його матері Олени з хрестом у руках, а також зображення богині Тихе позаду них.
За описом історика-візантиніста Джона Норвіча, мілій одразу після побудови виглядав наступним чином: «Центральним місцем нового міста Костянтина став Міліон, або Перший мильовий камінь. Він складався з чотирьох тріумфальних арок, що утворювали площу, яку увінчував купол, на ньому було встановлено найшанованішу християнську реліквію — Чесний Хрест Господній, привезений імператрицею Оленою з Єрусалима за рік чи два до цього».
Тетрапілон Мілій розташовувався в самому серці Константинополя, у західній частині центральної площі Августейон, неподалік від стін давнього Візантія. Саме тут вулиця Меса повертала з північного сходу на захід і поверталася до головної артерії міста. Адміністративно Мілій належав I регіону (району) міста.
Починаючи з VI століття, Мілій стає все важливішим пунктом у маршруті імператорський процесій. Імператор Юстиніан I (527—565) встановив на його дах гномон сонячного годиннику у вигляді ширяючого позолоченого янгола, що сурмить у фанфари. Наступний правитель Юстин II (565—578) прикрасив нижню частину тетрапілона статуями своєї дружини Софії, доньки Аравії та племінниці Олени. Також пам'ятник прикрасили кінними статуями Траяна, Адріана і Феодосія II, а також квадригою бога Геліоса.

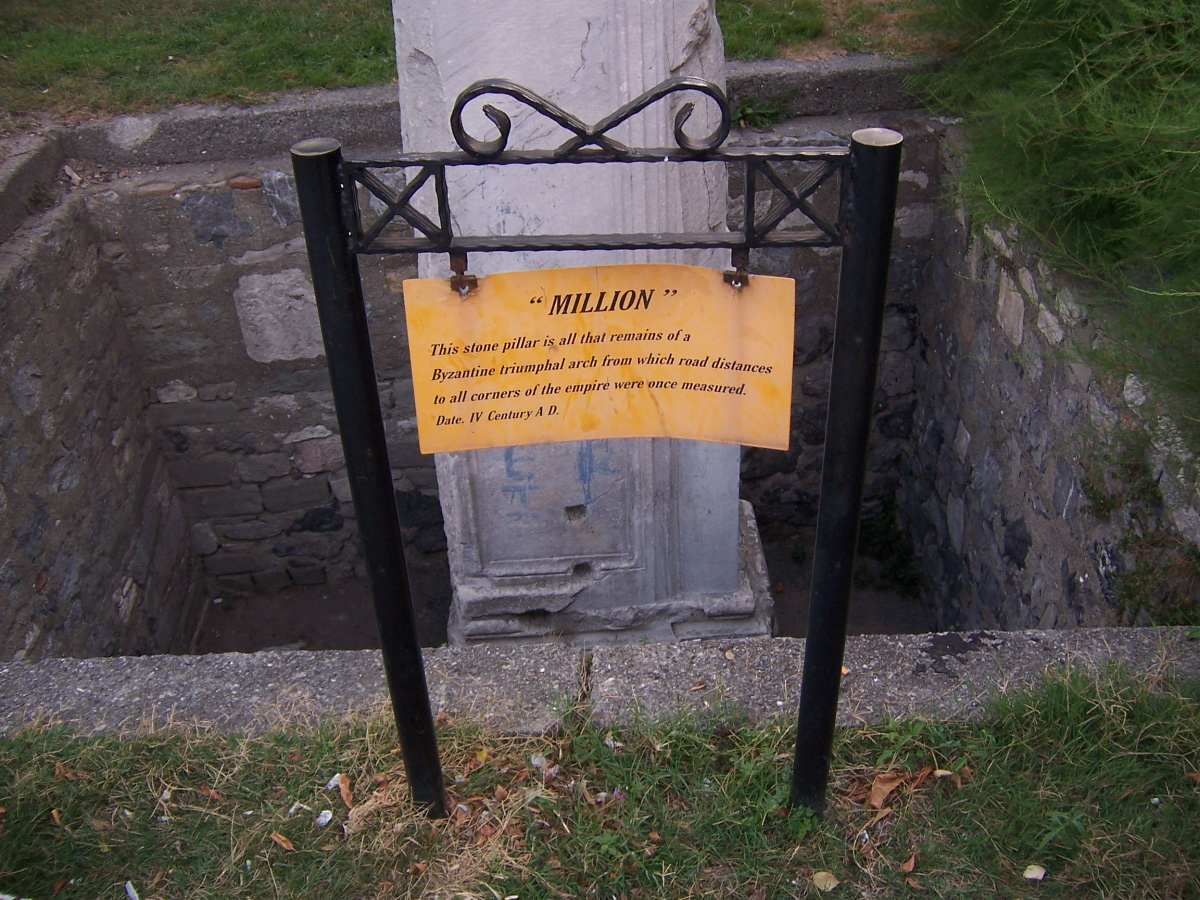
Табличка поруч із залишками Міліона

У першій половині VIII століття, за наказом імператорів Філіппіка та Анастасія II склепіння будівлі були прикрашені картинами із зображенням Вселенських соборів, однак у період іконоборства імператор Костянтин V (741—775) замінив їх на сцени з іподрому.
У період правління Комнінів (XI—XII століття), з огляду на своє вигідне стратегічне розташування, Мілій став ареною міських боїв, зокрема між імператорами Никифором Вотаніатом та Олексієм Комніном, а також між урядовими військами та імператрицею Марією, яка за допомоги Міліона утримувала площу Августейон.
1204 року, коли хрестоносці захопили та пограбували Константинополь, позолоченого янгола зняли з даху будівлі та переплавили на монети. У період з 1268 по 1271 роки, з падінням Латинської імперії, Міліон разом з Августейоном став власністю собору Ая-Софія.
Після захоплення Константинополя османами (1453) Мілій лишався практично незайманим аж до початку XVI століття, доки його не знесли, імовірно в ході розширення прилеглого акведука та подальшого спорудження водонапірної вежі.
У 1967—1968 роках, у ході теоретичних досліджень місцерозташування пам'ятника та після знесення будівель, що стояли на цьому місці, унаслідок розкопок були виявлені частини фундаменту та фрагмент однієї з несучих конструкцій Мілія — стовп, нині виставлений напоказ у дворі собору Святої Софії. Ці залишки були позитивно ідентифіковані як залишки Мілія завдяки їхній близькості до каналізації, що пролягала тут у візантійські часи.